# Aéroport international de Hangzhou Xiaoshan
L’aéroport international de Hangzhou Xiaoshan (code IATA : HGH • code OACI : ZSHC) est un aéroport qui dessert la ville de Hangzhou dans la province du Zhejiang en Chine. Il est situé à 27 km à l'est du centre-ville de Hangzhou. Sa construction a commencé en 1997. Ouvert en 2000, une deuxième piste est en service en 2013.
En 2016, l'aéroport de Hangzhou Xiaoshan a vu transiter 31 594 959 passagers, il était ainsi le 10e aéroport de Chine en nombre de passagers.

## Situation

### Carte des 50 premiers aéroports de Chine
| \| 500 km1:25 016 000 \| Baotou Canton Changchun Changsha Chengdu-CTU Chengdu-TFU Chongqing Dalian Fuzhou Guilin Guiyang Haikou Hailar Hangzhou Harbin Hefei Hohhot Jinan Jinghong Kunming Lanzhou Lhassa Lijiang Nanchang Nankin Nanning Ningbo Pékin · Capitale Pékin · Daxing Qingdao Quanzhou Sanya Shanghaï-Pudong Shanghaï-Hongqiao Shantou-Chaozhou-Jieyang Shenyang Shenzhen Shijiazhuang Taiyuan Tianjin Ürümqi Wenzhou Wuhan Suzhou Xiamen Xi'an Xining Yantai Yinchuan Zhengzhou Zhuhai-Jinwan |
| 500 km1:25 016 000 |

## Statistiques
Pour des raisons techniques, il est temporairement impossible d'afficher le graphique qui aurait dû être présenté ici.

Voir la requête brute et les sources sur Wikidata.

## Compagnies aériennes et destinations

### Passagers
| Compagnies                                           | Destinations |
| ---------------------------------------------------- | --- |
| AirAsia                                              | Kota Kinabalu |
| AirAsia X                                            | Kuala Lumpur |
| Air China                                            | - Baotou-Donghe, - Pékin-Capitale, - Changchun, - Chengdu-Shuangliu, - Chongqing-Jiangbei, - Daqing, - Guangyuan Panlong, - Canton-Baiyun, - Guilin-Liangjiang, - Guiyang, - Harbin Taiping, - Hohhot, - Kunming-Changshui, - Lanzhou, - Lijiang, - Mianyang Nanjiao, - Nanning, - Qingdao-Jiaodong, - Sanya-Phénix, - Shenzhen-Bao'an, - Taiyuan-Wusu, - Tianjin Binhai, - Ürümqi-Diwopu, - Wēihǎi, - Xi'an-Xianyang, - Xining-Caojiabao, - Yantai, - Yinchuan Hedong, - Yuncheng, - Zhengzhou |
| Air China                                            | Bangkok-Suvarnabhumi, Jeju, Cam Ranh, Dubaï, Rome Léonard-de-Vinci/Fiumicino, Osaka-Kansai, Phuket, Séoul-Incheon, Surat Thani (en), Taïwan-Taoyuan |
| Air China opéré par Dalian Airlines                  | Dalian-Zhoushuizi |
| Air Macau                                            | Macao |
| All Nippon Airways                                   | Tokyo-Narita |
| Asiana Airlines                                      | Séoul-Incheon |
| Cathay Pacific                                       | Hong Kong |
| Chengdu Airlines                                     | Changsha, Chengdu-Shuangliu, Sanya-Phénix |
| China Eastern Airlines                               | - Baoshan Yunduan (en), - Pékin-Capitale, - Changde Taohuayuan (en), - Chengdu-Shuangliu, - Dali, - Dalian-Zhoushuizi, - Canton-Baiyun, - Harbin Taiping, - Jiamusi (en), - Jingdezhen, - Kunming-Changshui, - Lanzhou, - Linyi (zh), - Liuzhou, - Luzhou-Yunlong, - Mudanjiang, - Ordos Ejin Horo, - Qingdao-Jiaodong, - Quanzhou Jinjiang, - Shantou-Chaozhou-Jieyang, - Shijiazhuang, - Taiyuan-Wusu, - Tongren Fenghuang (en), - Ürümqi-Diwopu, - Wuhan, - Xiamen-Gaoqi, - Xi'an-Xianyang, - Xining-Caojiabao, - Jinghong Xishuangbanna Gasa, - Yan An, - Yanji, - Yantai, - Yinchuan Hedong, - Zhangjiajie, - Zhengzhou, - Zunyi (zh) |
| China Eastern Airlines                               | Hong Kong, Jeju, Okinawa-Naha, Osaka-Kansai, Phuket, Shizuoka, Singapour-Changi, Sydney-K. Smith |
| China Eastern Airlines opéré par Shanghai Airlines   | Pékin-Capitale, Canton-Baiyun, Shijiazhuang, Zhengzhou |
| China Express Airlines                               | Changde Taohuayuan (en), Chongqing-Jiangbei, Dalian-Zhoushuizi, Dongying (en), Fuyang (en), Luoyang, Tianshui Maijishan (en) |
| China Southern Airlines                              | - Aksou (en), - Pékin-Capitale, - Changchun, - Changsha, - Chengdu-Shuangliu, - Dalian-Zhoushuizi, - Canton-Baiyun, - Guilin-Liangjiang, - Guiyang, - Haikou, - Harbin Taiping, - Kunming-Changshui, - Lanzhou, - Nanning, - Nanyang, - Qingdao-Jiaodong, - Sanya-Phénix, - Shantou-Chaozhou-Jieyang, - Shenyang, - Shenzhen-Bao'an, - Ürümqi-Diwopu, - Wuhan, - Xiamen-Gaoqi, - Xi'an-Xianyang, - Zhengzhou, - Zhuhai |
| China Southern Airlines opéré par Chongqing Airlines | Chongqing-Jiangbei, Wuhan |
| Egyptair                                             | Le Caire |
| Emirates                                             | Dubaï (début le 31 juillet 2025) |
| EVA Air                                              | Taïwan-Taoyuan |
| Hainan Airlines                                      | - Pékin-Capitale, - Changsha, - Chengdu-Shuangliu, - Chongqing-Jiangbei, - Canton-Baiyun, - Guilin-Liangjiang, - Guiyang, - Haikou, - Baie de Jinzhou (en), - Longyan Guanzhishan (en), - Nanning, - Sanya-Phénix, - Shenyang, - Shenzhen-Bao'an, - Taiyuan-Wusu, - Ürümqi-Diwopu, - Weifang (en), - Wuhan, - Xi'an-Xianyang, - Zhengzhou |
| Hainan Airlines opéré par Beijing Capital Airlines   | - Pékin-Capitale, - Changsha, - Chengdu-Shuangliu - Dalian-Zhoushuizi, - Enshi Xujiaping, - Canton-Baiyun, - Guilin-Liangjiang, - Guiyang, - Haikou, - Harbin Taiping, - Hohhot, - Kunming-Changshui, - Lijiang, - Manzhouli, - Nanning, - Qingdao-Jiaodong, - Sanya-Phénix, - Shijiazhuang, - Taiyuan-Wusu, - Tongliao (en), - Ürümqi-Diwopu, - Xi'an-Xianyang, - Jinghong Xishuangbanna Gasa, - Yichang, - Zhengzhou |
| Hainan Airlines opéré par Beijing Capital Airlines   | Bangkok-Suvarnabhumi, Jeju, Madrid-Barajas, Melbourne-Tullamarine, Moscou Chérémétiévo, Lisbonne-H. Delgado, Osaka-Kansai |
| Hebei Airlines                                       | Quanzhou Jinjiang, Sanya-Phénix, Shijiazhuang |
| Hebei Airlines                                       | Singapour-Changi, Denpasar-Bali |
| Hong Kong Airlines                                   | Hong Kong |
| JC International Airlines                            | Sihanoukville |
| Jetstar Pacific Airlines                             | Charter : Cam Ranh |
| Juneyao Airlines                                     | Guiyang, Qingdao-Jiaodong, Taiyuan-Wusu, Yichang |
| Korean Air                                           | Séoul-Incheon |
| Kunming Airlines                                     | Kunming-Changshui |
| Lion Air                                             | Charter : Denpasar-Bali |
| Loong Air                                            | Pékin-Capitale, Chengdu-Shuangliu, Chongqing-Jiangbei, Dalian-Zhoushuizi, Canton-Baiyun, Guiyang, Haikou, Harbin Taiping, Kunming-Changshui, Luoyang, Nanning, Shenzhen-Bao'an, Tianjin Binhai, Wanzhou-Wuqiao, Wuhan, Xi'an-Xianyang, Xiangyang-Luiji, Yinchuan Hedong |
| Loong Air                                            | Almaty, Bangkok-Suvarnabhumi, Djakarta-S.-Hatta (début le 25 mai 2025), Jeju, Kuala Lumpur, Osaka-Kansai Charter : Đà Nẵng, Cam Ranh |
| Lucky Air                                            | Ganzhou Huangjin, Kunming-Changshui, Tengchong Tuofeng (en) |
| Malaysia Airlines                                    | Kuala Lumpur |
| Okay Airways                                         | Dalian-Zhoushuizi, Nanning, Sanya-Phénix, Tianjin Binhai, Xi'an-Xianyang |
| Okay Airways                                         | En saison : Jeju, Phuket |
| Philippines AirAsia                                  | Charter : Mactan-Cebu, Kalibo |
| Qatar Airways                                        | Doha-Hamad |
| Royal Brunei Airlines                                | Bandar Seri Begawan |
| Scoot                                                | Singapour-Changi |
| Shandong Airlines                                    | Dalian-Zhoushuizi, Guilin-Liangjiang, Jinan, Nanning, Qingdao-Jiaodong, Xiamen-Gaoqi, Yantai, Djakarta-S.-Hatta |
| Shenzhen Airlines                                    | Hohhot, Nanning, Quanzhou Jinjiang, Shenyang, Shenzhen-Bao'an, Xi'an-Xianyang |
| Sichuan Airlines                                     | - Changchun, - Chengdu-Shuangliu, - Chongqing-Jiangbei, - Dalian-Zhoushuizi, - Daocheng Yading, - Haikou, - Harbin Taiping, - Hô Chi Minh Ville (Tân Sơn Nhất), - Jiuzhai Huanglong, - Kāngdìng, - Lhassa-Gonggar, - Los Angeles, - Mandalay, - Nanning, - Singapour-Changi, - Taiyuan-Wusu, - Tianjin Binhai, - Ürümqi-Diwopu, - Xi'an-Xianyang, - Xining-Caojiabao, - Zhengzhou |
| Spring Airlines                                      | Shenyang, Shenzhen-Bao'an, Shijiazhuang, Xi'an-Xianyang |
| Spring Airlines                                      | Jeju, Macao |
| Thai AirAsia                                         | Bangkok-Don Muang, Chiang Mai, Pattaya U-tapao |
| Thai Lion Air                                        | Bangkok-Don Muang |
| Tianjin Airlines                                     | Guiyang, Haikou, Shantou-Chaozhou-Jieyang, Ji'an, Nanchang-Changbei, Nanning, Ordos Ejin Horo, Tianjin Binhai, Xi'an-Xianyang |
| Tibet Airlines                                       | Chengdu-Shuangliu, Lhassa-Gonggar, Xining-Caojiabao, Yibin Wuliangye (en) |
| Uzbekistan Airways                                   | Tachkent |
| Vietnam Airlines                                     | Charter : Đà Nẵng " |
| XiamenAir                                            | - Pékin-Capitale, - Changchun, - Changsha, - Chengdu-Shuangliu, - Chongqing-Jiangbei, - Dalian-Zhoushuizi, - Fuzhou-Chánglè, - Canton-Baiyun, - Guiyang, - Haikou, - Hailar, - Harbin Taiping, - Hohhot, - Jinan, - Kunming-Changshui, - Lanzhou, - Nanning, - Qingdao-Jiaodong, - Quanzhou Jinjiang, - Sanya-Phénix, - Shenyang, - Shenzhen-Bao'an, - Taiyuan-Wusu, - Tianjin Binhai, - Ürümqi-Diwopu, - Wuhan, - Wuyishan (en), - Xiamen-Gaoqi, - Xi'an-Xianyang, - Xichang (en), - Xining-Caojiabao, - Yinchuan Hedong, - Zhengzhou, - Zhuhai                                                                                           |
| XiamenAir                                            | Hong Kong, Macao, Osaka-Kansai, Singapour-Changi, Taïwan-Taoyuan |

Édité le 23/03/2018

### Cargo
| Compagnies           | Destinations                   |
| -------------------- | ------------------------------ |
| Air China Cargo      | Amsterdam, Dubai-International |
| China Southern Cargo | Los Angeles                    |
| Hong Kong Airlines   | Hong Kong                      |
| SF Airlines          | Shenzhen                       |

## Transport
| Métro de Hangzhou (depuis 2020)                            | Métro de Hangzhou (depuis 2020) | Métro de Hangzhou (depuis 2020) | Destination Bus aéroport navette | Destination Bus aéroport navette        | Destination Bus aéroport navette |
| ---------------------------------------------------------- | ------------------------------- | ------------------------------- | -------------------------------- | --------------------------------------- | -------------------------------- |
| Ligne 1                                                    | Xiaoshan Airport-Xianghu        | ouverte le 30 décembre 2020     | Navette Aéroport                 | Wulinmen                                | Hangzhou                         |
| Ligne 7                                                    | Jiangdong'er Road-Wushan Square | ouverte le 30 décembre 2020     | Navette Aéroport                 | Chengzhan(Gare de Hangzhou)/Rue Pinghai | Hangzhou                         |
| Ligne 19                                                   | Rue Yongsheng-Tiaoxi            | ouverte en septembre 2022       | Navette Aéroport                 | Gare de Hangzhou-Est                    | Hangzhou                         |
|                                                            |                                 |                                 | Navette Aéroport                 | Binjiang                                | Hangzhou                         |
| Xiasha                                                     |                                 |                                 | Navette Aéroport                 |                                         | Hangzhou                         |
| Gare routière Yuhang                                       |                                 |                                 | Navette Aéroport                 |                                         | Hangzhou                         |
| Cité de la science et technologie                          |                                 |                                 | Navette Aéroport                 |                                         | Hangzhou                         |
| Hôtel Wanghu, Zone humide de Xixi                          |                                 |                                 | Navette Aéroport                 |                                         | Hangzhou                         |
| Hangzhou Steel Factory                                     |                                 |                                 | Navette Aéroport                 |                                         | Hangzhou                         |
| Centre de Transport (Jiubao), Gare routière Hangzhou-Nord  |                                 |                                 | Navette Aéroport                 |                                         | Hangzhou                         |
| Gare routière Hangzhou-Sud                                 |                                 |                                 | Navette Aéroport                 |                                         | Hangzhou                         |
| Gare routière Hangzhou-Ouest                               |                                 |                                 | Navette Aéroport                 |                                         | Hangzhou                         |
| Xiaoshan                                                   |                                 |                                 | Navette Aéroport                 |                                         | Hangzhou                         |
| Lin'an, Lac de Qingshan                                    |                                 |                                 | Navette Aéroport                 |                                         | Hangzhou                         |
| Linping                                                    |                                 |                                 | Navette Aéroport                 |                                         | Hangzhou                         |
| Fuyang                                                     |                                 |                                 | Navette Aéroport                 |                                         | Hangzhou                         |
| Lac des mille-îles (The thousand islands Lake,千岛湖)      |                                 |                                 | Navette Aéroport                 |                                         | Hangzhou                         |
| Tonglu                                                     |                                 |                                 | Navette Aéroport                 |                                         | Hangzhou                         |
| Jiande                                                     |                                 |                                 | Navette Aéroport                 |                                         | Hangzhou                         |
| Jinhua, Yongkang,Dongyang, Hengdian,Pujiang,Pan'an         | Jinhua,Zhejiang                 |                                 | Navette Aéroport                 |                                         |                                  |
| Qingtian, Lishui                                           | Lishui,Zhejiang                 |                                 | Navette Aéroport                 |                                         |                                  |
| Zhuji, Xinchang, Shenzhou,Shaoxing,Keqiao                  | Shaoxing,Zhejiang               |                                 | Navette Aéroport                 |                                         |                                  |
| Huzhou, Deqing, Anji,Changxing                             | Huzhou,Zhejiang                 |                                 | Navette Aéroport                 |                                         |                                  |
| Jiaxing, Haining, Pinghu(Haiyan), Wuzhen,Tongxiang(Puyuan) | Jiaxing,Zhejiang                |                                 | Navette Aéroport                 |                                         |                                  |
| Taizhou(Zhejiang), Linhai,Wenlin,Xianju                    | Taizhou,Zhejiang                |                                 | Navette Aéroport                 |                                         |                                  |
| Quzhou                                                     | Quzhou,Zhejiang                 |                                 | Navette Aéroport                 |                                         |                                  |
| Zhoushan(Shenjiamen)                                       | Zhoushan,Zhejiang               |                                 | Navette Aéroport                 |                                         |                                  |
| Ningbo,Yuyao                                               | Ningbo,Zhejiang                 |                                 | Navette Aéroport                 |                                         |                                  |
| Suzhou                                                     | Suzhou,Jiangsu                  |                                 | Navette Aéroport                 |                                         |                                  |

Dans le futur, l'aéroport devrait être relié au métro de Shaoxing.